# 서울 봉국사 아미타괘불도
서울 봉국사 아미타괘불도는 대한민국 서울특별시 성북구 봉국사에 있는 조선시대의 불화이다. 2013년 12월 26일 서울특별시의 유형문화재 제351호로 지정되었다.

## 개요
아미타불․관음보살․대세지보살의 아미타삼존을 화면에 가득 묘사하고, 그 아래 가섭존자․아난존자, 하단에 사자를 탄 문수동자와 코끼리를 탄 보현동자를 배치한 괘불도이다.
이와 같은 도상은 비로자나삼신불괘불도(1832, 흥천사 괘불도) 및 석가모니괘불도(1886, 봉은사 괘불도) 등과 동일한 도상을 공유하면서 상단 부분만 아미타삼존으로 바꾼 것이 특징이다.
오른손을 아래로 내리고 왼손은 엄지와 중지를 맞댄 아미타불을 본존으로 한 괘불도는 19세 기 말 20세기 초 서울․경기 지역에서 유행, 이러한 예로 1901년 서울 연화사 및 봉원사 괘불도, 1902년 고양 흥국사 괘불도(경기도 유형문화재 제189호)등이 있다.
화기의 "三角山 奉國寺"는 원래의 글씨를 지우고 덧쓴 흔적이 뚜렷해서 향후 정확한 출처를 확인할 필요가 있다.
이 괘불도는 서울, 경기도 일대에서 화명을 떨쳤던 수화승 金谷永煥, 漢峰瑲曄, 德月應崙, 明 應允鑑, 錦華機炯, 啓恩奉法, 義庵現照, 蓉潭奎祥, 亘照, 戒雄, 元益, 性蓮, 奉玉 등 14명의 화승이 제작했다.
괘불을 주도한 金谷永煥은 백련사 괘불도(1892년), 남양주 불암사 괘불도(1895)를 조성한 사례가 있으며, 1902년에 봉국사 괘불도에서 새롭게 구성한 존상표현은 이후 1902년 연화사 괘불도와 봉원사 괘불도에 이어진다.
제작 화승 뿐 아니라 조성에 관여한 인물로 상궁 하씨, 공씨, 정씨, 이씨, 백씨를 비롯하여 총 26인이 시주에 참여. 특히 상궁 5명은 괘불 제작을 주도한 것으로 여겨지는데, 상궁이 불화제작에 적극 참여한 것은 이 시기의 서울과 경기지역에서 나타나는 사회적인 양상 가운데 하나이다.
서울지역에서는 연대가 올라가는 괘불도에 속하며 형태, 필선, 채색, 문양, 장식 등 각 세부 묘사 등이 당시 불화와 비교하여 완성도가 높아, 19세기 말 서울지역에서 제작된 새로운 괘불도 형식의 선행적인 사례로 미술사적 가치를 지닌다.

## 참고 문헌
- 서울 봉국사 아미타괘불도 - 국가유산청 국가유산포털